# Герб Альберты
Герб Альберты является одним из симоволов канадской провинции Альберта. Современная версия герба была утверждена 30 июля 1980 года и опубликована 1 сентября 1980 года.

## Описание
Центральную часть герба занимает геральдический щит, которого слева поддерживает английский королевский золотой лев, а справа — вилорог, характерная для провинции антилопа. Над щитом расположен шлем с серебристыми и красными завитками, на котором сидит бобёр и держит на своей спине корону Англии.
В верхней части щита расположен крест святого Георгия (красный на белом фоне). В нижней части на синем фоне расположены три покрытые снегом вершины, символизирующие Канадские скалистые горы, зелёные холмы, прерии и пшеничные поля, которые вместе представляют характерный для Альберты ландшафт.
Основанием герба являются дикие розы — цветочный символ провинции, под которыми расположен девиз провинции: лат. «Fortis et Liber» («Сильный и свободный»).

## История
Провинция была образована в 1905 году и первое время оставалась без своих символов. Это было связано с протестом, который вызвал проект щита, среди специалистов в геральдике Великобритании и Канады. Основные претензии предъявлялись к изображению ландшафта, который не является геральдической фигурой. Вместе с тем, щит был дарован 30 мая 1907 года королём Эдуардом VII.
Более 70 лет щит был гербом провинции. Указ об изменении герба провинции был подписан представителем королевы Великобритании Елизаветы II, генерал-губернатором Канады Эдвардом Шрейером 30 июля 1980 года и опубликован в газетах 1 сентября 1980 года.